# Битка при Янкау
Битката при Янкау е част от Френско-шведския период на Тридесетгодишната война. Тя се състои на 6 март 1645 г. между шведската армия на Ленарт Торстенсон (16 000 войници с 60 оръдия) и армия на Свещената Римска империя, командвана от генерал Мелхиор фон Хатцфелд. Тя също наброява 16 000 души, но има само 26 оръдия. Резултатът е решителна шведска победа.

## Място
Сражението се води на около 50 км южно от Прага, в централната част на Чехия. Селцето Янкау (Jankau в немски вариант на името) на чешки е известно като Янковец (а също и Анковице). То съществува и до днес в окръг Бенешов. Това е хълмист район, „коварно горист“, по средата между река Вълтава и областта Моравия.

## Предистория
От самото начало шведската намеса във войната има за цел придобиването на колкото може повече земи в Германия. След началото на мирните преговори в Мюнстер и Оснабрюк през 1644 г. Швеция увеличава натиска, за да принуди император Фердинанд ІІІ към отстъпки. В края на януари 1645 г. армията на Ленарт Торстенсон навлиза в Чехия – част от преките владения на Хабсбургите. Намеренията са да се съедини с трансилванската армия на Георги Ракоши, с чиято помощ да бъде застрашена самата Виена. Движението на шведите е твърде бавно и Фердинанд ІІІ успява да събере армия, която да им се противопостави. Начело е поставен маршал Мелхиор фон Хатцфелт, подкрепен от две малки войскови части: баварският курфюрст Максимилиан изпраща конницата си, начело с генерал Йохан фон Верт, а от Унгария идва маршал Гьоц. На 26 февруари противниците се срещат край река Отава, но не се стига до битка, защото никой не иска да рискува да бъде атакуван, докато я пресича. С изкусни маневри Торстенсон принуждава имперците да отстъпят на изток, успешно преминава река Вълтава и наближава Моравия. На съвет тримата командири на имперската армия решават да дадат решително сражение, за да не го допуснат там.

## Ход на битката
Битката започва в ранни зари на 6 март 1645 г. Торстенсон извършва задълбочено разузнаване на терена и решава да се откаже от фронтален сблъсък на двете линии. Вместо това предпочита да стовари основния си удар върху лявото крило на противника, командвано от Гьоц. Щом вижда това, Гьоц мигновено отвръща с контратака на конницата, но без никакво познаване на терена и фактически между гори и полузамръзнали блата. Нещастните му войници затъват в калта и стават лесна мишена за убийствения огън на шведската артилерия. В следващия момент шведите спокойно навлизат сред обезверените имперци и ги довършват, убивайки и самия Гьоц. През това време другото крило, командвано от Йохан фон Верт, опитва да обиколи шведския строй иззад една гора, но е прихванато от артилерията и принудено да се върне с много жертви. Така до обедните часове положението на Хатцфелд става критично. Войските му отстъпват по целия фронт, макар че центърът успява да се прегрупира и да удържи натиска без големи жертви.
Хатцфелд прави последен опит да спаси положението, като изпраща баварската конница да пробие линията на противника, минавайки в гръб на Торстенсон. В този решителен момент дисциплината на наемните войници рухва и вместо да атакуват уязвимите шведи, те се впускат да разграбват лагера им. Офицерите се оказват неспособни да ги укротят и това дава нужното време на Торстенсон да изпрати войски, които да ги прогонят. В това време той нарежда обща атака и имперските войски са принудени да напуснат бойното поле, търпейки големи загуби. Един от пленените е самият Хатсфелд.

## Последици
| „        | Битката при Янкау беше Рокроа в германски вариант, защото срина авторитета на баварската конница – гръбнак на имперските сили – както Рокроа постави началото на края на испанската пехота. | “ |
| Уеджууд. | |   |

Имперската армия изгубва половината си войници – около 8000, поради което е неспособна повече да възпрепятства движението на шведите към Виена. Техните загуби също са сериозни (4000 души), но все пак далеч по-малко, така че без съмнение победата е за тях. Баварският контингент избягва в близкия град Табор, откъдето се връща в родината си. Император Фердинанд е по това време в Прага. Уплашен от развоя на събитията, той се принуждава бързо да се спусне към Австрия. Торстенсон може да напредне към австрийската столица, но решава първо да превземе Бърно, което някои историци оценяват като „същинска изненада“. Три месеца безуспешна обсада редуцират и изморяват армията му и дават време на австрийците да се окопитят. Така той пропуска възможността да реши войната още в този момент.